# Vilich-Müldorf

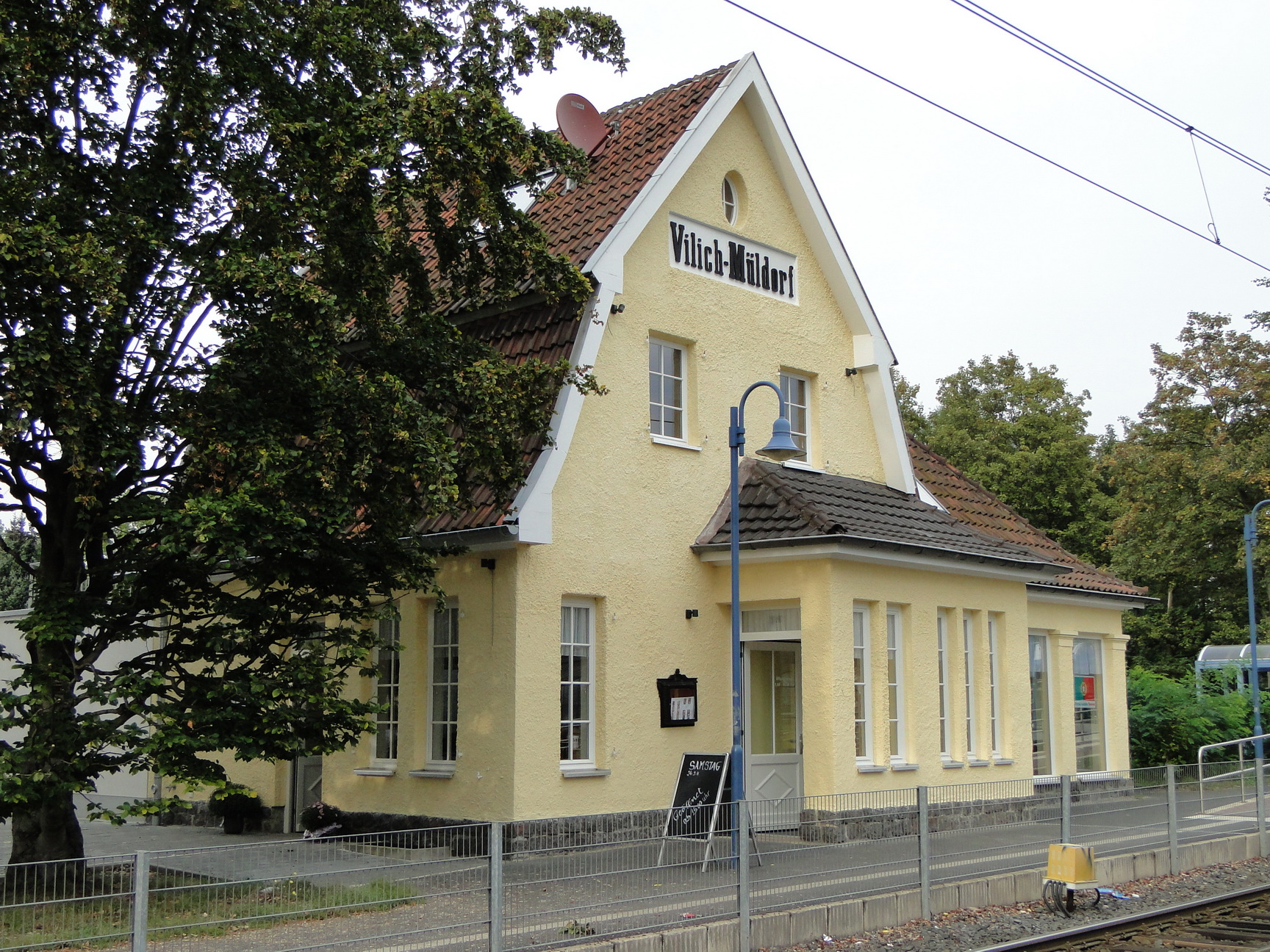
Ehemaliges Bahnhofsgebäude (2011)

Vilich-Müldorf ist ein Ortsteil der Bundesstadt Bonn im Stadtbezirk Beuel und grenzt an die Stadt Sankt Augustin.
Vilich-Müldorf wird im Süden durch die Bundesstraße 56 und im Westen durch die Bundesautobahn 59 begrenzt und verkehrstechnisch erschlossen. Im Osten und Norden befindet sich die Stadtgrenze zum Ortsteil Hangelar von Sankt Augustin. Durch diese Grenzen hat das ca. 160 Hektar große Gebiet die Form eines Dreiecks. Durch Vilich-Müldorf führt die Stadtbahnlinie 66.

## Geschichte
Erstmalige Erwähnung findet der Ort 1172 in einer Urkunde der Äbtissin Sophia von Wied des Klosters Vilich, in dem unter anderen eine Reinoldus de Molendorp genannt wird. Der Zusatz Müldorf bezieht sich wahrscheinlich auf eine zu dieser Zeit betriebene Mühle am den Ort durchfließenden Mühlenbach. Im Mittelalter dem Auelgau zugehörend, kam Vilich-Müldorf zusammen mit weiteren angrenzenden rechtsrheinischen Gebieten in den Besitz von Kurköln.
Später als Ortsteil der Stadt Beuel angeschlossen, wurde Vilich-Müldorf 1969 im Rahmen der kommunalen Neugliederung in Nordrhein-Westfalen Teil der Stadt Bonn.

## Vilich-Müldorf heute
Der Ort zeichnet sich durch kleinteilige Baustruktur im Ortskern mit reger Bau- und Planungstätigkeit an den Ortsgrenzen aus. Die Wohnlage in unmittelbarer Nähe zum Zentrum der Bundesstadt Bonn zieht zahlreiche Bauinteressierte an, so dass die Bevölkerung rapide zunimmt. Aktuell ist die städtebaulichen Entwicklungsmaßnahme Wohnpark Vilich-Müldorf, mit dem Wohngebiet „Im Ziegelfeld“ am südwestlichen Ortsrand und dem Haupterschließungsgebiet des Wohnparks Vilich-Müldorf zwischen altem Ortskern, Bundesgrenzschutzstraße und Bundesstraße 56. Durch diese und frühere Bauvorhaben ist die Anzahl der Bevölkerung seit 1970 um ca. 60 Prozent gewachsen. Zurzeit gibt es in Vilich-Müldorf 1.164 (31. Dezember 2009) Haushalte, in denen im Durchschnitt 2,32 Personen leben. Da es im Ortsteil nur einige kleinere Handwerks- und Dienstleistungsbetriebe gibt, erfolgt die Versorgung und der Einkauf im Wesentlichen in den Geschäftszonen von Beuel und Bonn sowie in Sankt Augustin (Hangelar). Durch die im Ort ansässigen Vereine, die die jährlichen Dorf- und Brauchtumsfeste organisieren und veranstalten, wird der Zusammenhalt der Dorfgemeinschaft gepflegt.

## Straßennamen und ihre Bedeutung
Im alten Ortskern von Vilich-Müldorf gab es folgende Straßen: Burbankstraße, Bachstraße (heute Adolf-Quad-Straße), Mühlenstraße (heute Mühlenbachstraße), Beueler Straße, Siegburger Straße (heute Flughafenstraße). Die restlichen Straßen sind erst später (meist nach 1945) als Neubaugebiet entstanden oder neu benannt worden.
Die Straßen des Wohnparks wurden, um diesem Bereich eine erkennbare Identität zu verleihen und die Groborientierung im gesamtstädtischen Straßengefüge zu erleichtern, nach Künstlerinnen und Wissenschaftlerinnen benannt.
Die Liste der Vilich-Müldorfer Straßennamen führt die Straßennamen und deren Bedeutung auf.

## Sehenswürdigkeiten

### Ehrenmal für die Gefallenen der Weltkriege 1914–1918 und 1939–1945 in Vilich-Müldorf
Die Planung für ein Ehrenmal in Vilich-Müldorf durch den MGV „Sängerkreis“ geht auf eine Zeit lange vor dem Zweiten Weltkrieg zurück. Es sollte an der Beuler Straße verwirklicht werden. Durch den Ausbruch des Zweiten Weltkrieges und diversen Forderungen der Machthaber des Dritten Reichs wurde dieses Mahnmal nicht verwirklicht.
Nach dem Zweiten Weltkrieg wurde die Planung für ein Ehrenmal durch den MGV „Sängerkreis“ wieder aufgegriffen. Der bis dahin angesparte Betrag von rund 700,00 RM wurde durch die Währungsreform 1948 auf 70,00 DM abgewertet. Dem MGV gelang es, durch unermüdliche Spendensammlungen die notwendigen Gelder zu sammeln, so dass 1955 die Einweihung der Gedenkstätte auf einem Platz neben der Gaststätte Odenthal (heutige Dorfschänke) erfolgen konnte. Die Gedenkstätte bestand aus 18 einzelnen Kissensteine aus Lindlarer Grauwacke mit den Namen der Gefallenen des Zweiten Weltkrieges zwei größere Steine für die Heimattoten und Vermissten von 1939 bis 1945, sowie einem großen Stein, der der Gefallenen des Ersten Weltkrieges gedachte. Die Gedenkstätte war in eine Grünanlage eingebettet und um eine Linde angeordnet, die später die Anlage wie einen Ehrenhain überschatten sollte.
Am Allerheiligentag 1957 wurde der noch fehlende Findlingsstein aufgestellt. Er trägt, wie bereits in der Planung festgelegt, in einer Spitze das Symbol des Eisernen Kreuzes und die Inschrift „EUCH zur Ehre, UNS zur Mahnung“.
Im Jahre 1962 bat der Eigentümer des Grundstückes, der dieses bis auf Widerruf kostenlos zur Verfügung gestellt hatte, die Anlage an einen anderen Ort zu verlegen. Der damalige Stadtverordnete Jakob Bertram, bat die Stadt Beuel, das Ehrenmal bei der Errichtung des geplanten Friedhofes dort in würdiger Form neu zu errichten.
Da der neue Platz jedoch nicht rechtzeitig zur Verfügung stand, wurde 1964 das Ehrenmal durch die Stadt sichergestellt. In diesem Zeitraum ging die bei der Einweihung eingemauerte Zinkkapsel mit Zeitdokumenten über die Gefallenen und Vermisste sowie Zeitungsartikel und Bilder verloren. Die Unterlagen konnten rekonstruiert und am 10. August 1966 unter dem Hochkreuz des neuen Friedhofes Vilich-Müldorf inmitten der Ehrenmalanlage eingemauert werden.

### Katholische Kirche Sankt Maria Königin
Die Kirche Sankt Maria Königin gehört zum Dekanat Bonn-Beuel und entstand 1961 für die damals neu errichtete Siedlung (Bereich zwischen „Am Herrengarten“ und A 59) am Rand des Dorfes. Am 8. Juli 1962 wurde sie in einem feierlichen Festakt geweiht. Die Kirche wurde aus roten Backsteinen entsprechend der Wohnbauten in der Siedlung gemauert. Das in Beton gegossene Gittermaßwerk des Turmes wurde später bei Renovierungsarbeiten durch Backsteine ersetzt.
Auf Grund der Bauweise mit dem rechteckigen Grundriss, dem tief heruntergezogene Satteldach und den kleinen Fenstern wird diese Art von Sakralbauten oft als „Scheune“ bezeichnet. Die Bauweise der Kirche lässt sich jedoch auch als Zelt interpretieren, zumal die Gestaltung der Kirche durch Stefan Leuer auf das absolut notwendige reduziert wurde. Aus der Anzahl der Fenster in der Giebelwand (die 13 Fenster können für die Zwölf Apostel mit Christus an der Spitze stehen) und der zehn Fenster in der Eingangswand (können die Zehn Gebot symbolisieren) lässt sich eine christliche Deutung ableiten. Die Verglasung der Fenster ist in den liturgischen Farben der katholischen Kirche gehalten und spielt auf die Festkreise des Kirchenjahres an.
Die Ausstattung der Kirche ist in Gegensatz zu der sehr schlichten Architektur eher wuchtig. Altar, Kanzel, Tabernakel und Taufstein sind in Kunststein gegossen. Als einzigen Schmuck findet man an Tabernakel und Taufsteindeckel Metalle und Halbedelsteine. Das in das Holz des Altarkreuzes eingekerbte Fischgrätenmuster verweist auf das Symbol der ersten Christen, die zwölf Bergkristalle mit dem Medaillon in der Mitte verweisen wiederum auf die Apostel mit Christus in ihrer Mitte.

### Stockbrunnen mit „Bottemelechsjonge“
Der Brunnen der Bottemelech’s-Jonge („Buttermilchsjungen“), wurde von dem Beueler Künstler Heinrich Esser geschaffen und im August 1988 an der Straßenecke Burbankstraße/Beueler Straße im Rahmen eines Festaktes eingeweiht.
Bei dem Brunnen handelt es sich um einen sogenannten Stockbrunnen. Der grau gestrichene schlanke Brunnenstock wird gekrönt von einer kleinen Figur. Sie hält einen Krug in den Händen, aus dem sich ein feiner Strahl Wasser in mehrere Auffangbecken ergießt. Am oberen Ende des Brunnenstocks befindet sich ein Hinweis auf die Spender des Brunnens, den sogenannten Bottemelech's-Jonge, und auf das Einweihungsjahr. Außerdem ist etwas weiter unterhalb der Name des Künstlers eingeprägt.

### Bildstöcke und Wegekreuze

#### Steinkreuz Ecke Beueler Straße/Am Herrengarten
Das Steinkreuz trägt die Inschrift: „Dieses Kreuz hat Cecilia Heider in Müldorf zu Ehren dem Leiden Jesu und der Schmerzhaften Mutter Maria aufrichten lasen im Jahr 1841.“
Die Stifterin wurde in Vilich-Müldorf geboren und starb am 25. März 1870 ebenfalls in Vilich-Müldorf.

#### Betonkreuz am Ende der verlängerten Mühlenbachstraße
Das Kreuz steht am alten Kirchweg von Vilich-Müldorf nach Vilich. Das Kreuz steht auf einem Erdsockel eines früheren Kreuzes dessen Reste in einem Privatgarten an der Mühlenstraße (heutige „Mühlenbachstraße“) gefunden wurden.
Im Lagerbuch der Gemeinde und Bürgermeisterei Vilich ist das alte Kreuz unter Nr. 84 mit den Worten festgehalten: „Steinernes Kreuz (Hammkreuz).“ Das Kreuz stand bzw. sein Ersatz steht in der Gemarkung „Im kleinen Hamm“ und war auf Vor- und Rückseite gleich bearbeitet.
1990 wurde es zerstört und im März 1991 wieder aufgerichtet. Heute (2008) ist der Beton sehr stark verwittert, und das Kreuz befindet sich in einem sehr schlechten Zustand.

#### Steinkreuz neben der Kirche (früher Mühlenstraße, heutige Mühlenbachstraße)
Inschrift: „Gelobt sei Jesus Christus! Errichtet von den Eheleuten Mathias Frembgen und Anna Maria Emons 1875.“
Die Stifter, ein Maurer und Ackerer, wurde am 28. Oktober 1821 in Vilich-Müldorf geboren und verstarb am 11. April 1899 in Vilich-Müldorf.
Die Stifterin Anna Maria Emons wurde am 30. November 1821 in Beuel geboren und verstarb am 30. Januar 1903 ebenfalls in Vilich-Müldorf.

#### Heiligenhäuschen Ecke Burbank-/Adolf-Quad-Straße
Am Fuß des Bildstocks ist eine Marmorplatte eingelassen. Sie trägt folgende Inschrift: „Errichtet (zu) Ehren der Schmerzhaften Mutter Maria 1876 von Jungfrau Eva Schleifer.“
Der Bildstock enthält eine Pietà. Stifterin ist die ledig gebliebene Ackerin Eva Schleifer, die am 7. Dezember 1833 in Geislar geboren wurde und am 4. März 1902 in Vilich-Müldorf starb.
1989 wurde das Heiligenhäuschen von den Bottemelech’s Jonge vollständig renoviert. Die gestohlene Pietà wurde durch eine Kopie einer mittelalterlichen Mutter Gottes aus dem Vilicher Kloster ersetzt.

### Mühlenbachhalle
Vorgeschichte
Mit der Schließung des sogenannten „Bungartz-Saal“ in den frühen 60er Jahren stand in Vilich-Müldorf kein geeigneter Saal für Ortsfeste zur Verfügung. Danach fanden die gesellschaftlichen Großereignisse der ortsansässigen Vereine zunächst in der Reithalle des Reiterhofs Petershagen und ab Mitte der 70er Jahre im Pfarrheim der Kirche „St. Maria Königin“ statt. Dies konnte alleine wegen der räumlichen Enge nur als Provisorium betrachtet werden.
Entstehung
Im April 1985 beschlossen unter der Federführung des Bürgervereins die ortsansässigen Vereine (Sängerkreis Vilich-Müldorf, Sportverein Vilich-Müldorf, Karnevalsgesellschaft Kleffbotze, Junggesellenverein „Gemütlichkeit“ Vilich-Müldorf) die „Aktion Mehrzweckhalle“.
In Bonn Bad Godesberg wurde für den Bau dieser Mehrzweckhalle ein Wohnheim demontiert und die Teile im Bunker gelagert. Es wurden Bau- und Finanzierungspläne für eine Halle erstellt, die auf der Liegewiese des ehemaligen Schwimmbades errichtet und in die der Bunker, der am 1. Mai 1940 fertiggestellt wurde, integriert werden sollte. Das zugehörige Grundstück wurde durch die Stadt Bonn als Erbbaurecht auf 99 Jahre zur Verfügung gestellt. Nach einjähriger Planungs- und Genehmigungsphase wurde am 7. Februar 1986 durch die Stadt Bonn die Baugenehmigung erteilt und am 13. April 1986 erfolgte im Rahmen einer öffentlichen Feier der erste Spatenstich durch den Bezirksvorsteher Hans Lennarz. Offizieller Baubeginn war der 1. August 1986.
Dank der tatkräftigen Unterstützung der Vereine und der Bürger, konnte die Mühlenbachhalle im Juni 1988 im Rahmen der Kirmes eingeweiht werden.
Nutzung
Heute ist die Mühlenbachhalle fester Bestandteil des Ortes und zum Mittelpunkt des Vereinslebens geworden. Veranstaltungen, wie Karneval und Kirmes sind ohne sie undenkbar. Selbst über die Ortsgrenzen hinaus, ist die Mühlenbachhalle beliebt und bietet sich als ausgesprochen gute Feststätte zum Feiern von Familienfesten an.

## Einwohner

Einwohnerentwicklung von 1662 bis 2020

| Datum             | Einwohner |
| ----------------- | --------- |
| 31. Dezember 1662 | 80        |
| 31. Dezember 1764 | 202       |
| 31. Dezember 1846 | 339       |
| 31. Dezember 1916 | 462       |
| 31. Dezember 1933 | 997       |
| 31. Dezember 1946 | 977       |
| 31. Dezember 1954 | 1.037     |
| 31. Dezember 1962 | 1.831     |
| 31. Dezember 1970 | 1.691     |
| 31. Dezember 1995 | 2.258     |

| Datum             | Einwohner |
| ----------------- | --------- |
| 31. Dezember 2000 | 2.287     |
| 31. Dezember 2001 | 2.265     |
| 31. Dezember 2002 | 2.262     |
| 31. Dezember 2003 | 2.253     |
| 31. Dezember 2004 | 2.300     |
| 31. Dezember 2005 | 2.261     |
| 31. Dezember 2006 | 2.303     |
| 31. Dezember 2007 | 2.446     |
| 31. Dezember 2008 | 2.569     |
| 31. Dezember 2009 | 2.708     |

| Datum             | Einwohner |
| ----------------- | --------- |
| 31. Dezember 2016 | 3.285     |
| 31. Dezember 2017 | 3.299     |
| 31. Dezember 2018 | 3.321     |
| 31. Dezember 2019 | 3.334     |
| 31. Dezember 2020 | 3.322     |

## Wohn- und Wissenschaftspark Bonn / Sankt Augustin
Die Pläne für den Wohn- und Technologiepark der Städte Sankt Augustin und Bonn reichen bis in das Jahr 1993 zurück. Damals wurden drei Gebiete vorgesehen: Für den Wissenschaftspark das Gelände der Gesamtschule Beuel, für den Technologiepark das Gelände zwischen der Bundesautobahn 59 und dem Gelände der Bundespolizei sowie für die Ortserweiterung Vilich-Müldorf das Gelände zwischen altem Ortsteil und der Bundesstraße 56.
Zur Ortserweiterung Vilich-Müldorf, für die sich mittlerweile die Bezeichnung Wohnpark durchgesetzt hat, gehören der Wohnpark I, der Wohnpark II und das Baugebiet Ziegelfeld. Über die Ortsgrenze hinaus gehören außerdem das Baugebiet Mühlenbach in Bechlinghoven und das Wohngebiet Buschweg in Hangelar zum Wohnpark.
Wurde und werden die Flächen des Wohnparks wegen großer Nachfrage nach Wohnraum zügig bebaut, so ist die Euphorie der Planer und Politiker für dieses damals bahnbrechende Projekt hinsichtlich des Wissenschafts- und Technologieparks gewichen. Das fehlende Interesse an diesem Technologiestandort führt dazu, dass die Bebauungspläne geändert werden damit die Flächen anderweitig genutzt werden können.
Das Entwicklungsprojekt wird mit 23 Millionen Euro gefördert und erstreckt sich über 17 Jahre (1999 bis 2016). Die Kosten teilen sich das Land (70 Prozent) und die Städte Bonn und Sankt Augustin (30 Prozent).

### Wohnpark Vilich-Müldorf
Aus der ehemals geplanten Ortserweiterung Vilich-Müldorf wurde der Wohnpark Vilich-Müldorf. Er gliedert sich zurzeit in den Wohnpark I und das Baugebiet Ziegelfeld. Für den geplanten Wohnpark II liegt zurzeit noch kein Baurecht vor, es finden jedoch auf dem Gelände schon archäologische Untersuchungen statt.

#### Wohnpark I
Er wird begrenzt durch den alten Ortsteil Vilich-Müldorf, dem Mühlenbach, der Bundesgrenzschutzstraße und der Trasse der Stadtbahnlinie 66. Dies entspricht einer Fläche von zirka 20 Hektar, wovon 7,7 Hektar als reine Wohnbaufläche vorgesehen sind.
Nachdem der Bebauungsplan „Wohnpark Vilich-Müldorf“ am 22. Januar 2003 rechtskräftig wurde, wurde Ende 2003 mit dem Bau der Erschließung begonnen. Mittlerweile ist die gesamte Wohnbaufläche vermarktet und bebaut. Es sind 186 Einfamilienhäuser als Reihen- und Doppelhäuser entstanden. Zusätzlich sind 16 geförderte Mietwohnungen im Geschosswohnungsbau, 10 geförderte Mietreihenhäuser 24 Eigentumswohnungen gebaut worden. In der Summe sind rund 300 Wohnungen entstanden. Außerdem wurde das Mehrgenerationenprojekt „Amaryllis“ und das integrative Wohnprojekt „Villa Emma“ realisiert.
Nicht realisiert wurden die geplante Grundschule und ein Geschäft um die Nahversorgung der Bewohner sicherzustellen.
Ende 2008 wurde der Kindergarten des Wohnparks fertiggestellt, der nach einiger Diskussion in den verschiedensten städtischen Gremien als städtischer Kindergarten geführt wird. Der Kindergarten wurde 2009 zunächst mit zwei Gruppen gestartet. Eine Erweiterung auf bis zu vier Gruppen erfolgt mit dem weiteren Baufortschritt im Wohnpark.
Ebenfalls in 2008 wurde der Kinderspielplatz Mikado fertiggestellt. Der am Ortsrand liegende Bolzplatz, der den ehemaligen Platz der sich innerhalb der jetzigen Baufläche befand, wurde 2006 fertiggestellt. Die Arbeiten am Anger wurden 2010 abgeschlossen. Diese zentrale Grün- und Naherholungsfläche soll zukünftig auch das Verbindungselement zum geplanten Wohnpark II darstellen.
Die Straßenbenennung nach Künstlerinnen bzw. Wissenschaftlerinnen wurde am 24. Januar 2006 durch die Bezirksvertretung Beuel beschlossen. Die Benennung erfolgte auf Vorschlag des Arbeitskreises WTP-Straßenbenennung. Dieser hat am 3. November 2005 ein Konzept für die Straßenbenennungen im WTP-Gelände entworfen. Berücksichtigung im Konzept fand die Vorgabe, vornehmlich Namen der Straßenbenennungsliste, insbesondere Frauennamen, zu wählen. Als weiteres Kriterium für die Auswahl der Straßennamen wurde es für sinnvoll erachtet, bei einem solch großen Baugebiet Bezeichnungen zu wählen, die in einem thematischen Zusammenhang zueinander stehen, um somit diesem Bereich eine erkennbare Identität zu verleihen und die Groborientierung im gesamtstädtischen Straßengefüge zu erleichtern.

#### Wohnpark I (Baugebiet Ziegelfeld)
Zurzeit entsteht am südwestlichen Ortsrand von Vilich-Müldorf das neue Wohngebiet „Im Ziegelfeld“ mit einer Fläche von ca. 30.000 Quadratmetern. Die insgesamt 38 Grundstücke sind mittlerweile veräußert und bebaut. Angrenzend an die Wohnbaugrundstücke ist eine Frei- und Aufenthaltsfläche entstanden, die Spielmöglichkeiten und insgesamt Raum für eine wohnraumnahe Erholung bietet.

#### Wohnpark II
Er wird begrenzt durch die Trasse der Stadtbahnlinie 66, dem Mühlenbach, der Bundesgrenzschutzstraße und der Bundesstraße 56. Da der erste Realisierungsabschnitt „Wohnpark I“ vollständig vermarktet und weitestgehend bebaut ist und die Nachfrage am Technologiestandort weiterhin gering ist, wurde die Realisierung des Wohnparks II vorgezogen. Für den Wohnpark II könnte voraussichtlich Ende 2014 Baurecht vorliegen. Auf dem dafür vorgesehenen zwölf Hektar großen Gelände sollen rund 300 Wohneinheiten geschaffen werden.
Zurzeit werden durch die Bundesstadt vier städtebauliche Konzepte geprüft, wobei der Entwurf von Niemann und Steege scheinbar favorisiert wird.
Geplant ist:
- den Wohnpark II entlang der Sankt Augustiner Straße (B 56) mit einem sechs Meter hohen Lärmschutzwall zu versehen.
- den Wohnpark II über die Bundesgrenzschutzstraße an das übergeordnete Straßennetz anzubinden.
- im Bereich des Wohnpark II den Mühlenbach in einen naturnahen Zustand zurückzuführen. Die öffentliche, auf der rechten Bachseite mindestens 10,00 Meter breite Bachzone soll zur Naherholung und als Ausgleichsmaßnahme für den mit der Bebauung verbundenen Eingriff dienen.

Des Weiteren ist in allen vier Planungskonzepten ein Spielplatz in einer Größe von ca. 500 Quadratmetern vorgesehen.

### Technologie- und Wissenschaftspark
Von dem ehrgeizigen Projekt der 1990er Jahre für den Technologie- und Wissenschaftspark wird zurzeit in der Öffentlichkeit nur die Weiterentwicklung des Wissenschaftsparks diskutiert. Der heute „Wissenschaftspark-Ost“ genannte Park, auf den lediglich eine Straße die mitten im Acker endet hindeutet, wird begrenzt durch die Bundesstraße 56, die Landstraße 83 (Siegburger Straße) und die Straße Am Herrengarten. Dies entspricht einer Fläche von zirka zwölf Hektar. Der Bebauungsplan für dieses Gelände, das im Beueler Ortsteil Bechlinghoven liegt, ist seit Oktober 2002 rechtskräftig.
Zurzeit wird für das voll erschlossene Gelände ein neuer Bebauungsplan erstellt, damit entgegen der ursprünglichen Absicht kleinteiliges Gewerbe und Büros angesiedelt werden können.